# Manarola
Manarola (Manaea in het lokale dialect) is een plaats (frazione) in de Italiaanse gemeente Riomaggiore, provincie La Spezia. Het is de op een na kleinste plaats van de Cinque Terre en heeft een halte langs de spoorlijn Genua - Pisa.

## Algemeen
Manarola is mogelijk de oudste van de steden in de Cinque Terre. Een hoeksteen van de kerk, San Lorenzo, dateert uit 1338.
Het lokale dialect is het Manarolese en verschilt van de dialecten in de omgeving. De naam "Manarola" is een dialectische ontwikkeling vanuit het Latijnse "magna rota". In het Manarolese dialect werd dit veranderd in "magna roea", wat "groot wiel" betekent en verwijst naar de molensteen van de stad.
Manarola's primaire bronnen van inkomsten waren traditioneel de visserij en wijnproductie. De plaatselijke wijn, Sciacchetrà, is zeer bekend en werd reeds in Romeinse tijden geprezen. Recentelijk werden Manarola en haar buursteden bekend als toeristische attractie, vooral in de zomer. Het wandelpad tussen Manarola en Riomaggiore wordt Via dell'Amore genoemd: "liefdespad".

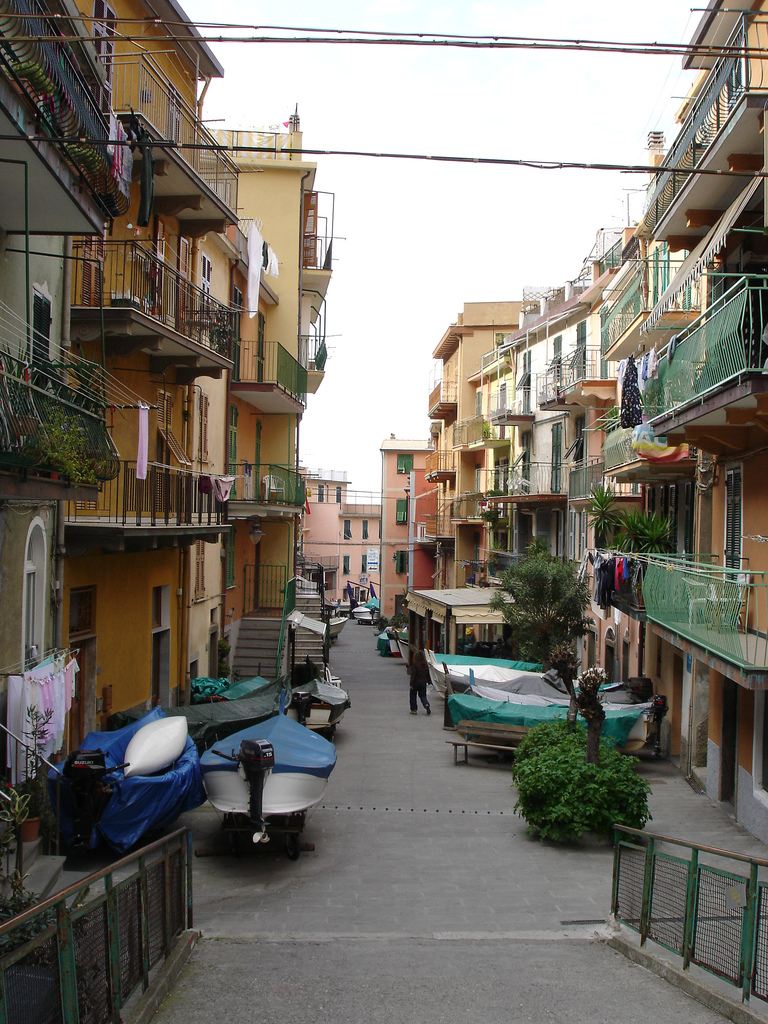
Straatbeeld

- Gemeinsame Normdatei: 7568743-4